# ناوشکن ولتا
ناوشکن ولتا (به انگلیسی: French destroyer Volta) یک کشتی بود که طول آن ۱۳۷٫۵ متر (۴۵۱ فوت ۱ اینچ) بود. این کشتی در سال ۱۹۳۶ ساخته شد.